# Enrique R. del Portal

Enrique Ruiz del Portal Ruiz, conocido como Enrique R. del Portal, (1968 - ) es un cantante, actor  y docente español.

## Biografía
Hijo del tenor Enrique del Portal, Enrique Ruiz del Portal Ruiz nació en Madrid en 1968. Realiza estudios de Filosofía en la Universidad Complutense. Es diplomado en Canto por el Conservatorio de su ciudad -1990-1994-, con las maestras Ángeles Zanetti y Juana Peñalver. Amplía sus estudios musicales en la Escuela Superior de Canto de 1994 a 1995, y a título particular con la soprano Delmira Olivera. de 1996 a 1997.

## Trayectoria profesional

### Zarzuela y ópera
Debuta como solista en 1990 en el Teatro de la Zarzuela, en La del manojo de rosas, como Capó, a la que seguirán La Revoltosa, El dúo de La africana, Doña Francisquita, La Chulapona, Molinos de Viento, Agua Azucarillos y Aguardiente, Luisa Fernanda, Los Gavilanes, La Rosa del Azafrán, Jugar con Fuego, El chaleco blanco, La viuda alegre, El Barberillo de Lavapiés, La tabernera del puerto, La del Soto del Parral, Los Claveles, La pícara molinera, Don Manolito, Cádiz, La mala sombra, La Verbena de la Paloma, La Bohème, Los sobrinos del capitán Grant, Loza lozana, Bohemios, El Barbero de Sevilla, El amor en solfa, Concierto 150 Aniversario, Las Leandras, Madama Butterfly, The Town of Greed, El cantar del arriero, La Leyenda del Beso, La Traviata, La salsa de Aniceta, El bateo, De Madrid a París, La Gran Vía…. Esquina a Chueca, La Calesera, El Paraíso de los Niños, La gran duquesa de Gérolstein, La marchenera y La Revoltosa ´69.

### Teatro musical
De 1992 a 1994 interpreta el papel de Enjolrás en Los Miserables. En 1998 dirige la primera grabación en castellano de Oliver!. Otros musicales en los que ha participado son: Estamos en el Aire -1999-2000-; El fantasma de la ópera -2002-2004-, como André Ascenso y caída de la ciudad de Mahagonny -2007-, como Joe Mahoney, premio Max al mejor espectáculo musical , Opera de los tres centavos -2009-, como Mackie. Los Miserables, 2010, en el papel de Thenardier, por el que recibe el premio Broadway World, como mejor actor secundario. La Bella y la Bestia, 2012-2013, como Maurice, siendo nominado para los Premios Broadway World España. Gala 15 Aniversario de Stage España, 2014. Cabaret. 2015-2018, como Schultz. West Side Story, 2018-2020, como Doc. Quién mató a Sherlock Holmes, 2020, como Watson. Romeo y Julieta, 2021-2022, como Fray Lorenzo. Los Chicos del Coro, 2022-2023, como Dervaux, Maxence, Mathieu y Rachin. El Fantasma de la Ópera 2023-2025, como Monsieur André.
Ha actuado con directores como Antonio Amengual, Giuseppe di Tomasi, Emilio Sagi, Javier Ulacia, Luis Iturri, Ken Caswell, Gustavo Tambascio, José Tamayo, Francisco Matilla, Gerardo Malla, Vicenzo Grisotomi, Ángel Fernández Montesinos, Miguel Narros, Alfonso Zurro, Francisco Nieva, Carlos Fdez. de Castro, Alberto de Miguel, Andrés Lima, Sergio Renán, Paco Mir, Carles Alfaro, James Powell, Daniel Anglés, Massimo Gasparón, Juan de Dios, Jaime Azpilicueta, Laura Caballero, Jose Luis Sixto, Juan Luis Iborra, Federico Bellone; Y bajo batutas como Miguel Roa, Benito Lauret, David White, Víctor Pablo, Ruiz-Laorden, Manuel Galduf, Odón Alonso, Antoni Ros-Marbà, Helena Herrera, Miguel Ortega, Enrique García Asensio, Stephen Brooker, César Belda, Miguel Ángel Gómez Martínez y Julio Awad.

### Cine y televisión
Participa en distintas producciones de cine y televisión; el largometraje Cambio de Sentido; en la web serie Haciendo Cerveza. Personajes episódicos en las series La que se avecina, Cuéntame, Centro Médico, Servir y proteger, Amar es para siempre, El Pueblo, Heridas, Si lo hubiera sabido, Mía es la venganza. Muertos S.L., Cochinas, La Promesa; y el documental El dulce sabor del éxito

## Discografía
- Llegado el Momento -2014-
- El Huésped del Sevillano (Juan Luis)-2012-
- Los Miserables (Thenardier) -2010-
- ¡Viva Madrid! -2010-
- La Dama y el Vagabundo 2 (Golfo) -2000-
- El Hijo Fingido (Don Octavio) -2000-
- La del Manojo de Rosas (capó) -1998-
- Madama Butterfly (Goro) -1998-
- Luisa Fernanda (Aníbal) -1995-
- Doña Francisquita (Cardona) -1993-
- Pesadilla Antes de Navidad -1993-
- Los Miserables (Enjolrás) -1993-
- Antología de la Zarzuela -1991-

## Premios y nominaciones
- Nominación a los Premios Teatro Musical 2015 por Cabaret, en el papel de Schultz.
- Nominación a los premios Broadway World 2012 por La Bella y la Bestia, en el papel de Maurice.
- Nominación a los Premios de la música 2010, por ¡Viva Madrid!
- Premio Broadway World 2010 por Los Miserables, en el papel de Thenardier.